# Fédération du Kazakhstan de basket-ball
La fédération du Kazakhstan de basket-ball est une association, fondée en 1992, chargée d'organiser, de diriger et de développer le basket-ball au Kazakhstan.
La fédération représente le basket-ball auprès des pouvoirs publics ainsi qu'auprès des organismes sportifs nationaux et internationaux et, à ce titre, le Kazakhstan dans les compétitions internationales. Elle défend également les intérêts moraux et matériels du basket-ball kazakh. Elle est affiliée à la FIBA depuis 1992, ainsi qu'à la FIBA Asie.
La fédération organise également le championnat national.